# Aaron Kampman
Aaron Allan Kampman (født 30. november 1979 i Cedar Falls, Iowa, USA) er en tidligere amerikansk footballspiller, der spillede i NFL som outside linebacker. Han repræsenterede Green Bay Packers og Jacksonville Jaguars.
Kampman blev to gange, i 2006 og 2007 udtaget til Pro Bowl, NFL's All Star-kamp.

## Klubber
- Green Bay Packers (2002–2009)
- Jacksonville Jaguars (2010–2011)